# 門司停留場
門司停留場（もじていりゅうじょう）は、かつて福岡県北九州市門司区東本町二丁目にあった、西日本鉄道（西鉄）北九州本線の停留場（廃駅）である。

## 概要
旧門司と呼ばれる、古くからの門司地区市街地付近に位置していた。開設当初は「東本町六丁目」と称し、その後「八幡橋」を経て「門司」に改称した。
当駅は、国鉄鹿児島本線の門司港駅・門司駅とは全く異なる位置にあり、直接の接続はなかった。門司港駅の最寄り停留場は桟橋通、門司駅の最寄り停留場は門司駅前であった。

## 歴史
- 1914年（大正3年）4月2日 - 九州電気軌道本線門司地区延伸に伴い、開業。
- 1942年（昭和17年）9月22日 - 西日本鉄道が成立し[3]、同社北九州線の停留場となる。
- 1985年（昭和60年）10月20日 - 北九州本線の当停留場 - 砂津間廃止に伴い、廃止[1]。

## 駅構造
降車場と乗車場をそれぞれ別に有していた。本線の終端部は上り本線に下り本線が合流する形で1線に収束しており、降車場はこの部分に設けられていた。乗車場は下り本線が上り本線から分岐した直後の下り本線側の位置にあった。安全地帯は乗車場のみに設けられ、降車場は路上の白線表示のみだった。
乗車場よりやや東本町寄りの位置で、上り本線から引込線が分岐し、当駅の道路西側の敷地に引き込まれていた。敷地内は電車1-2両を収容できる留置線となっており、道路に面した入口には操車所・乗務員待機所が設けられ、操車係も配置されていた。当駅は最寄りの車庫である砂津車庫からも約11kmと離れており、留置線は終電→初電となる電車の滞泊 や、運行間隔調整のための車両留置などに使用された。

## 駅周辺
- 甲宗八幡神社
- 北九州港門司第2船溜まり
- 関門トンネル車道口

## 廃止後の状況
路面上の降車場と乗車場については、廃止後は完全に撤去され、残存していない。
道路西側にあった留置線の跡は駐車場となっている。また、操車所・乗務員待機所の入っていた建物の跡には、西鉄バスの定期券販売・案内所が設けられている。
1985年（昭和60年）10月21日　当停留場廃止に伴い、「東本町二丁目」バス停留所を新設。同日に運行開始した電車代替バス（当時は90番、91番）の大半ならびに、めかり行き（当時は4番）が停車。

## 隣の駅
西日本鉄道
北九州本線
門司停留場 - 東本町停留場